# ФК Алемания (Аахен)
Алемания Аахен (на немски: Alemannia Aachen) е най-големият спортен клуб в град Аахен, провинция Северен Рейн-Вестфалия, Германия. Професионалният футболен отбор на клуба играе в германската Втора Бундеслига. През сезоните 1967/68, 1969/70 и 2006/07 е член на Първа Бундеслига. Освен футбол, в Алемания Аахен се тренират и лека атлетика, тенис на маса и волейбол.

## Български футболисти
- Тодор Колев: 2007-2008 (20 мача / 5 гола)